# Сэпп, Бетти
Бетти Сэпп (англ. Betty J. Sapp, род. 1955) — американский государственный деятель, бывший директор Национального управления военно-космической разведки США (англ. National Reconnaissance Office, NRO) в 2012—2019 годах.

## Биография
Родилась в Сент-Луисе, штат Миссури, окончила университет Миссури, имеет степени бакалавра искусств и магистра менеджмента. Также сертифицирована в качестве специалиста III уровня в сфере государственных закупок и аттестована в качестве финансового менеджера в сфере обороны.
Занимала ряд должностей в ВВС США, в частности: супервайзер Пентагона по программе MILSTAR; руководитель программы FLTSATCOM в Ракетно-космическом центре  ВВС США в Лос-Анджелесе, менеджера проекта модернизации двигателя A-10на базе ВВС Райт-Паттерсон в Дейтоне, штат Огайо.
В 1997 году Сэпп перешла на работу в ЦРУ, откуда переведена в NRO, где занимала ряд руководящих должностей. С 2005 года — заместитель директора NRO по бизнес-планам и операциям, в этой должности руководила основными бизнес-процессами Управления, включая бюджетное планирование, финансовые операции текущего финансового года, заключение договоров, составление финансовой отчетности, развитие бизнес-систем, ценообразование и правовые вопросы.
В мае 2007 года Сэпп была назначена помощником заместителя министра обороны США по разведке, в её обязанности входил надзор за планированием, программированием, бюджетированием и закупками военной разведки США.
15 апреля 2009 года Сэпп была назначена первым заместителем директора NRO, а в июле 2012 года — директором NRO, став первой женщиной, занявшей эту должность.